# Història de Marràqueix
La història de Marràqueix comença en època musulmana. La Bocanum Emerum de Claudi Ptolemeu, que alguns pensen que podria estar a la regió de Marràqueix o d'Aghmat, havia d'estar més al nord, i de moment no se sap on.

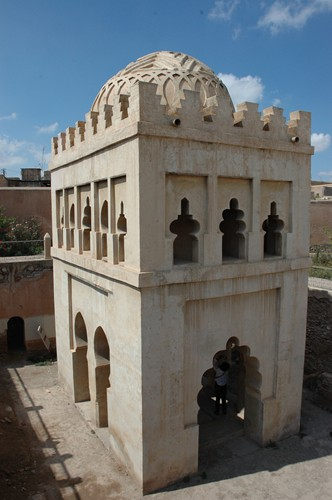
Koubba Ba'Adiyn almoràvit

La van fundar els almoràvits sobre una plana buida, amb maresmes. El nom de la ciutat (potser 'Ves-te'n corrent') no dona cap pista sobre què significava. Després de la campanya almoràvit de 1060 en què s'havien apoderat de la regió de Fazaz, Meknès i el país Lawata, van decidir establir un campament per controlar la zona i servir de base a futures campanyes i d'enllaç entre el sud i Fes. Yússuf ibn Taixfín va comprar els terrenys a les tribus masmudianes dels Halyana i els Hazmira (de la gran tribu Masmuda) i es va establir al lloc amb la seva tenda; hi feu construir una mesquita i una kasba. Els habitants de la zona van establir les seves cases a l'entorn del campament. Va créixer de manera extraordinària però sempre a la manera dels nòmades.
Alí ibn Yússuf va haver de construir-hi una muralla per l'amenaça dels almohades, segurament el 1126; el 1130, quan els almohades van atacar la ciutat per primer cop, les muralles ja existien. El xeic al-Baixir, lleial als almohades, es va establir a les portes de la ciutat i la va assetjar, però als 40 dies Alí va rebre reforços, va fer una sortida victoriosa i els va fer retirar (maig de 1130), hi resultà mort al-Baixir; Ibn Túmart, el mahdí almohade, va morir poc després.
Als anys següents els almohades sembla que no van atacar la ciutat i es van dedicar a conquerir altres territoris com Tadla, Salé, Taza, Orà, Tilimsen (Tlemcen) i Fes, deixant Marràqueix pel final. El 1146 Abd-al-Mumin assetjà la ciutat i es va establir no gaire lluny, a Gillitz, preparant un llarg setge, que va durar 11 mesos; la ciutat va caure finalment després d'una sortida desafortunada, quan una part dels famosos defensors, desmoralitzats, es van passar a l'enemic; la milícia cristiana que defensava la ciutat es passà també a l'enemic o almenys es va rendir. El jove sultà almoràvit Ishaq ibn Alí ibn Yússuf, un infant, refugiat a la fortalesa, fou assassinat així com molts almoràvits (març de 1147).

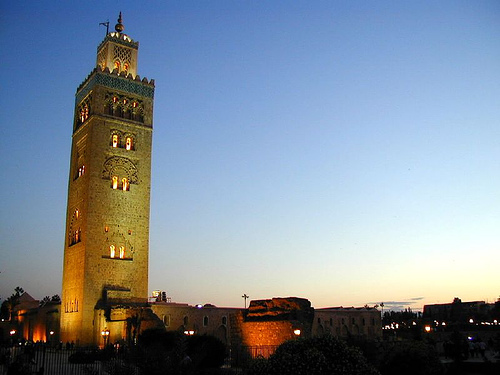
La mesquita Kutubiyya, almohade

Els almohades van establir la capital a Marràqueix i sota el seu govern fou una ciutat pròspera que va ser dotada amb diversos monuments: kasba, mesquites, escoles, hospital, aqüeducte, jardins. En una data entre 1152 i 1155 els Banu Amghar, germans del mahdí Ibn Túmart, van entrar a la ciutat i van intentar revoltar la població contra Abd al-Mumin, que era a Salé, però la rebel·lió fou aplanada ràpidament i els rebels foren massacrats.
Després del 1212 amb la derrota a l'Àndalus en la batalla de les Navas de Tolosa, i la mort d'an-Nàssir ibn al-Mansur i la d'al-Mustànsir Yússuf a Marràqueix el 6 de gener de 1224, l'assemblea de xeics almohades descendents dels antics companys d'Ibn Túmart que volien controlar els sultans al·legant la tradició, proclamà califa Abu-Muhàmmad Abd-al-Wàhid, germà de Yaqub al-Mansur, però aquest nomenament no fou acceptat a l'Àndalus. Abu-Muhàmmad Abd-al-Wàhid va morir estrangulat el mateix 1224 i el va succeir Abu-Muhàmmad Abd-Al·lah al-Àdil, que s'ofegà en un estany del palau el 1227 i va pujar al tron a l'Àndalus Abu-l-Ulà Idrís al-Mamun (germà d'al-Àdil), mentre a Marràqueix els xeics proclamaven Yahya ibn an-Nàssir al-Mútassim. Yahya, desconfiat dels seus, va fugir a Tinmal (1228) i a Marràqueix finalment fou nomenat un governador lleial a al-Mamun (1229); però Yahya hi retornà al cap de quatre mesos amb tropes i va recuperar la ciutat, matà al governador i al cap de 7 dies va haver de lliurar batalla a Gilliz (1230), on havia arribat al-Mamun des de l'Àndalus amb una tropa castellana que li havia facilitat Ferran III de Castella formada per 12.000 soldats, mercès a la qual va obtenir la victòria; entrà a la ciutat, en massacrà els xeics almohades i va fer construir una església per a les seves tropes cristianes (era un pacte en el tractat amb Ferran III); la seva política fou de reversió de tot el que s'havia fet abans.
El 1232, mentre al-Mamun i els cristians van anar a assetjar Ceuta, Yahya va sorprendre Marràqueix, la saquejà i destruí l'església cristiana. Al-Mamun va retornar a marxes forçades però va morir durant el camí (17 d'octubre de 1232); la vídua, al-Habab, va aconseguir dels caps de l'exèrcit (incloent el capità castellà) la proclamació del fill Abd-al-Wàhid ar-Raixid de 14 anys. La reina va concedir als soldats cristians el dret a saquejar Marràqueix, però els habitants de la ciutat se'n van assabentar i quan es presentà a la ciutat se li van tancar les portes (Yahya ja se n'havia retirat) i es va posar com a condició per obrir-les la concessió d'un aman general i que fos pagat als cristians el preu que podien esperar haver obtingut del saqueig, o sigui 500.000 dinars.
El 1235-1236 ar-Raixid fou expulsat de Marràqueix per una revolta dels Khlot (Khult), i es refugià a Sigilmasa mentre Yahya recuperava la ciutat. Pero ar-Raixid la va reconquerir i Yahya va acabar assassinat. Sota Abu-l-Hàssan Alí as-Saïd (1242-1248) els marínies, que des de vers 1215 havien començat a dominar l'est del país, es van apoderar de la major part del Regne de Fes i quan pujà al tron el seu successor Abu-Hafs Úmar al-Murtada (1248-1266) només conservava el Regne de Marràqueix al sud de l'Umm al-Rabi. El 1261-1266 el marínida Abu-Yússuf Yaqub atacà Marràqueix i acampà a Gilliz. Al-Murtada va enviar el seu cosí el sàyyid Abu-l-Ulà Idrís, conegut com a Abu-Dabbús al-Wàthiq, per lliurar batalla; durant aquesta va morir Abd-Al·lah ibn Yaqub, el fill del sultà marínida, i el seu pare optà per abandonar la lluita i va retornar a Fes (inici de juny del 1262). El sobirà almohade va acceptar pagar tribut.
El 1265 Abu-Dabbús al-Wàthiq va caure en desgràcia del seu cosí i es va refugiar als dominis del sultà marínida que li va donar suport per enderrocar al sobirà almohade a canvi de repartir-se el país. Abu-Dabbús va triomfar (octubre de 1266) i fou proclamat a Marràqueix oblidant llavors el pacte que havia fet. El sultà marínida va anar a Marràqueix a recordar el tractat, i va haver d'assetjar la ciutat el 1267, però mentre durava el setge, els abdalwadites de Tlemcen van atacar Fes i el setge de Marràqueix fou aixecat. Acabada la campanya (1268) el sultà va retornar a Marràqueix i la va ocupar el setembre de 1269. Va concedir l'aman als habitants i beneficis a les tribus i va restar set mesos per assegurar el control del país i després va retornar a Fez (1270). Marràqueix va perdre el rang de capital.
Els sultans van residir de vegades a la ciutat, però aquesta anà perdent població i importància. Va tenir diversos governadors, i el més important en fou (de 1269 a 1288) Muhàmmad ibn Alí ibn Muhali, aliat per matrimoni als sobirans marínides; per temor a una traïció, Abu-Yaqub Yússuf an-Nàssir ibn Yaqub el va deposar (febrer del 1288) i l'empresonà; i el nou governador fou Muhàmmad ibn Attu al-Janatí, home de confiança del sultà, al qual també va confiar la custòdia del seu fill Abu-Àmir. Aquest es va revoltar al cap de sis mesos amb el suport del governador i es va proclamar sultà (novembre del 1288), però al cap d'uns dies de setge el sultà recuperà la ciutat; Abu-Àmir va fugir a les muntanyes amb les tribus masmudianes i el tresor que es va poder emportar.
El maig de 1307 el nou sultà Abu-Thàbit Àmir ibn Yússuf va donar el govern de Marràqueix i la seva regió al seu cosí Yússuf ibn Muhàmmad ibn Abi-Iyad ibn Abd-al-Haqq; a finals d'any ja estava revoltat i es va proclamar sultà després d'eliminar el governador de la ciutat, al-Hajj Massud. Derrotat per les forces del seu cosí a la riba de l'Umm al-Rabi, va saquejar Marràqueix i es va refugiar a les muntanyes (gener de 1308), però fou capturat per un xeic, lliurat al sultà i executat junt amb 600 partidaris.
El 1320 la ciutat fou restaurada per Abu-Saïd Uthman II ibn Yaqub. Després de la derrota de Kairuan d'Abu-l-Hàssan Alí ibn Uthman, el príncep Abu-Inan Faris al-Mutawàkkil ibn Alí es va revoltar i, aprofitant els disturbis, Marràqueix va estar a punt de ser saquejada pels masmudes de la muntanya dirigits per Abd-Al·lah al-Saksiwí, però en consolidar-se en el poder el príncep rebel, el perill es va eliminar. Abu-l-Hàssan Alí va acabar derrotat finalment pel fill a la rodalia de Marràqueix i va fugir a les muntanyes (maig de 1350) amb els amirs dels Hintara; es va reconciliar amb el fill (al qual va designar hereu), però va morir de malaltia encara a la muntanya (juny de 1352).
Els emirs dels Hintara que dominaven la muntanya des de la qual es controlava Marràqueix van adquirir al segle xiv una hegemonia sobre la regió i sobre les altres tribus Masmuda. Abu-Inan Faris va respectar a l'emir Abd-al-Aziz ibn Muhàmmad, que havia donat asil al seu pare, i el va mantenir al front de la tribu. Una anys després Abd-al-Aziz renuncià en el seu germà Amir, que el 1353 fou reconegut com a cap de totes les tribus masmudianes, de manera que passà a controlar al governador de Marràqueix, que era al-Mutamid, fill d'Abu-Inan Faris. Va esdevenir de fet independent i va conservar prop seu alguns prínceps marínides revoltats: Abu-l-Fadl (fill d'Abu-Sàlim Ibrahim ibn Alí), i Abd-ar-Rahman (fill d'Abu-l-Hàssan Alí). Abu-l-Fadl fou instal·lat com a governador de Marràqueix, però es barallà amb Amir, i aquest va enfrontar al seu antic protegit durant molt de temps fins que finalment va ser capturat i mort el 1370.
A la mort del sultà marínida Abu-Faris Abd-al-Aziz al-Mústansir ibn Alí (1372), el pretendent Abu-l-Abbàs Àhmad I (1373-1384), fill d'Abu-Sàlim Ibrahim ibn Alí es feu proclamar a Fes amb l'ajut del seu cosí Abd-ar-Rahman ibn Abi-Ifellusen (Abu-Zayyan Abd-ar-Rahman, fill d'Abu-Alí Mansur, sultà pretendent el 1348-1351, conegut com a Abi-Ifellusen), que també aspirava al tron, i que en recompensa va rebre el govern independent de la zona de Marràqueix (juny de 1734). Aviat van entrar en conflicte, però el 1378 es van tornar a entendre, per seguir un altre cop hostilitats al cap de poc de temps i una nova treva al cap de dos anys, després d'un setge infructuós de Marràqueix que durà dos mesos. Abu-l-Abbàs Àhmad I ocupà finalment la ciutat l'agost de 1382 i Abd-ar-Rahman va morir en la lluita. Abu-l-Abbàs Àhmad I fou deposat el 1384 i va fugir a Granada i el 1387 pogué recuperar el regne i va enviar-hi el seu fill Abu-l-Abbàs Àhmad II al-Múntassir ibn Àhmad com a governador. A partir d'aquí s'acaba la història d'Ibn Khaldun i les dades sobre Marràqueix desapareixen quasi totalment durant el segle xv.
Se suposa que la regió del sud restà com un govern quasi independent a mans de prínceps de casa reial. Un historiador portuguès diu que entre la conquesta de Ceuta pels portuguesos (1415) i el 1418 els regnes de Fes i de Marràqueix van estar en guerra civil contra pretendents; Abu-Saïd Uthman III ibn Àhmad (1398-1420) governava a Fes i Mawlay Bu Ali governava a Marràqueix i estava enfrontat a un altre príncep, de nom Faris. Sembla que Marràqueix mantenia lligams amb el Regne de Fes i no era del tot independent, perquè se sap que van aportar soldats a l'exèrcit que intentà recuperar Ceuta.
Vers 1430 Marràqueix era un regne independent, almenys de fet. No se sap en quin moment entre 1420 i 1500 van assolir el govern els amirs Hintata, descendents d'Àmir ibn Muhàmmad, però aquests eren reis el 1508, quan els portuguesos es van instal·lar a Safi aprofitant que el poder dels emirs Hintata no s'estenia gaire més enllà de la ciutat i les muntanyes. Des de 1512 els governadors portuguesos de Fes van estendre el seu domini sobre les tribus de la regió de Marràqueix (els Awlad Mta) i la ciutat estava exposada a les ràtzies dels cavallers portuguesos i els contingents àrabs que s'havien posat al seu servei. El rei de Marràqueix inicià negociacions el 1514 i se li va exigir el pagament de tribut i la construcció d'una fortalesa portuguesa a la ciutat, i l'emir hi refusà. Els portuguesos volien ocupar la ciutat i van fer un atac conjunt dels governadors de Safi i Azemmour el 23 d'abril de 1515, que fou rebutjat. Al sud, al Sus, els xerifs havien iniciat la reacció contra els estrangers i el 1513 Ahmad al-Aradj va aparèixer per primer cop al nord de l'Atles i fou acceptat com a cap de guerra pels caps locals i l'abril de 1514 fins i tot per an-Nàssir, rei de Marràqueix (segurament després de fracassar les negociacions amb els portuguesos) i des d'aquesta data al-Aradj s'esmenta com a resident de la ciutat.
El 1521 al-Aradj, que havia tornat al sud, va retornar junt amb els seus soldats i es va instal·lar a Marràqueix, que va trobar quasi despoblada a causa de la fam, i es va casar amb la filla del rei Muhàmmad ibn Nàssir anomenat Bu Shantuf. Aquest el 1524 va intentar desfer-se de la tutela del xerif i gendre, però aquest i el seu germà Muhàmmad al-Xaykh es van apoderar de la kasba, que sembla que estava en mans del rei; l'any següent el rei fou assassinat (1525) i Marràqueix va esdevenir la capital dels xerifs sadites. El rei de Fes, Abu-l-Abbas Àhmad al-Wattassí va atacar la ciutat el juny del 1527 però fou rebutjat. Àhmad al-Aradj en fou sobirà fins al 1544, quan fou expulsat pel seu germà rebel, Muhàmmad I al-Mahdí (Muhàmmad al-Xaykh), fins aleshores sobirà al Sus. Muhàmmad I fou assassinat el 1557 amb set dels seus fills i nets, per garantir la corona al fill gran, Abd Allah al-Ghalib Billah.
La segona part del segle xv va ser una època de prosperitat per la ciutat; els palaus i magatzems de la kasba foren restaurats, i a la ciutat la madrassa d'Ibn Yússuf, la mesquita al-Mwasim i altres edificis. El germà d'al-Ghalib, Ahmad al-Mansur va acabar la tasca construint el palau d'al-Badi a la kasba (1578-1594). L'or aportat per la conquesta del Sudan occidental (1591-1592) li va permetre més construccions i va residir quasi sempre a la ciutat que va arribar a la seva màxima esplendor. La seva mort el 1603 va obrir un període de conflictes.
Abu Faris, fill d'Ahmad al-Mansur, fou proclamat a Marràqueix i un altre fill, Zaydan, fou proclamat a Fes, però un altre germà, al-Mamun al-Shaykh ibn Ahmad es va apoderar de Fes i va enviar el seu fill Abd Allah ibn al-Mamun contra Marràqueix, ocupant aquest la ciutat el 22 de desembre de 1606. Zaydan que havia fugit de Fes i s'havia refugiat a Tlemcen, es va dirigir llavors al Sus per Tafilalt i es va presentar per sorpresa a Marràqueix on es va fer proclamar (febrer de 1607) fugin Abd Allah, sent derrotat a la fugida als jardins d'Inan Bekkar el 25 de febrer de 1607. Abd Allah va passar al contraatac l'octubre de 1607, i va derrotar a Zaydan a la riba del Wadi Tafilalt (2 d'octubre de 1607) i després d'una segona victòria a Ras al-Ayn va entrar per segona vegada a Marràqueix, on va exercir venjança amb una sèrie de massacres; la població espantada va fugir cap a Gilliz on va proclamar sultà a Muhammad, besnet d'al-Aradj i el 25 de gener de 1608 Abd Allah va haver de fugir de la ciutat i Zaydan, cridat pels habitants que havien restat, va recuperar Marràqueix. Durant anys hi va haver guerra entre Zaydan i el seu germà al-Mamun al-Shaykh ibn Ahmad, però ara la disputa era sobre Fes que Zaydan no va poder reconquerir. Un marabut de nom Abu Maali o Abu Mahalli va voler intervenir el 1611 per evitar les lluites entre pretendents, però la seva intervenció encara va agreujar el desordre. Abu Maali va ocupar Marrqueix el 20 de maig de 1612 i Zaydan es va refugiar a Safi i aliat a un altre marabut poderós al Sus, Yahya ibn Abd Allah, va vèncer a Gilliz i va recuperar la seva capital el 30 de novembre de 1613. Però Yahya fou temptat per alguns xeics i es va revoltar al seu torn el 1618 i Zaydan va haver de fugir altre cop a Safi; els seus rivals no van tardar a barallar-se i Zaydan va poder recuperar Marràqueix al cap d'uns mesos i va restar al poder fins a la seva mort el 1627 quan el va succeir el seu fill Abu Marwan Abd al-Malik ibn Zaydan, depravat i cruel, que fou assassinat el maig de 1631. Els assassins van posar al tron al seu germà Al-Walid ibn Zaydan al que igualment van matar el 1636, posant llavors al tron a un tercer germà, Muhammed al-Shaykh al-Seghir (al-Asghar) que sense cap poder va restar al tron fins a 1655. A la seva mort el seu fill Ahmad al-Abbas (1655–1659) va quedar sota tutela del xeic de la tribu àrab dels Shabbana que el 1659 el va assassinar i va portar al poder al caid local Abd al-Karim conegut per Karrum al-Hadjdji que va tenir un govern encertat.
A la seva mort el va succeir el seu fill Abu Bakr (1668) que al cap de dos mesos fou enderrocat pel sultà alauita de Fes Mulay al-Rashid (1666-1672) i va morir al jardí de l'Agdal quan fugia en un cavall desbocat i una branca de taronger li va tallar el cap. El fill d'al-Rashid, Mulay Ismail es va voler proclamar el 1672 però la ciutat es va declarar pel seu nebot Ahmad ibn Muhriz i Ismail va haver d'entrar a Marràqueix per la força (4 de juny de 1672) però el 1673 els notables van proclamar altre cop a Ahmad; Ismail va assetjar la ciutat (març de 1675 a juny de 1677) fins que la va ocupar i la va saquejar; Ahmad ibn Muhriz va restar rebel al Sus i Ismail el va combatre el 1683. Marràqueix va perdre la seva condició de capital sota els alauites i de fet Ismail no se'n va interessar i va destruir el palau de la kasba per utilitzar el material per fer edificis a Meknès. El febrer de 1703 es va revoltar a Marràqueix el seu fill Muhammad al-Alim; el pare la va conquerir i saquejar altra vegada; un altre fill Zaydan, encarregat de la repressió, va permetre un segon saqueig.
A la mort d'Ismail el 1727 l'anarquia va començar a afectar el país sobretot a Meknès. El sulta Mulay al-Mustadi ibn Ismail (1738-1740) proclamat i enderrocat pels militars de la guàrdia negra (els Abid) va fugir a Marràqueix el 1740, i el va substituir el seu germà Mulay Abd Allah ben Ismail. Al-Mustadi va tenir al seu germà al-Nasir com a khalifa (delegat) a Marràqueix fins al 1745 mentre ell intentava recuperar el poder a Meknès (sense èxit). Finalment Marrqueix es va sotmetre a Mulay Abd Allah ben Ismail (en el seu cinquè regnat del 1743 al 1747) que hi va enviar com a khalifa al seu fill Sidi Muhammad, des de 1757 sultà Mulay Muhammad III ibn Abd Allah al-Khatib, que va restaurar la ciutat on va residir habitualment i on va rebre ambaixades europees. L'únic conflicte seriós fou la revolta d'un marabut de nom Umar que al front d'una partida va atacar el palau per saquejar el tresor, però fou derrotat, detingut i executat; aquestos fets van passar entre 1766 com a molt aviat i 1772 com a tard, segons quina sigui la font consultada.
A la mort de Muhammad III la situació va esdevenir altre cop conflictiva. El maig de 1790 la ciutat va fer jurament a Mulay Yazid però el 1791 o gener de 1792 van acollir al seu germà Mulay Hisham ibn Muhammad que fou proclamat sultà. Yazid, que estava assetjant Ceuta, va abandonar el setge i va marxar cap a Marràqueix, la va ocupar la va saquejar (1792) Hisham, amb el suport dels Abda i els Dukkala, va atacar a Yazid i el va ferir i va morir uns dies després a palau (febrer de 1792). Marràqueix va restar fidel a Hisham que fou reconegut sultà al sud, mentre un altre germà, Mulay Abd al-Rahman ibn Muhammad havia entrat a Tafilalt. Un tercer germà, Abu l-Rabi Mulay Sulayman ibn Muhammad es va proclamar també sultà a Fes. El 1794 els Rhamna van abandonar el partit de Hisham i van proclamar a Mulay Husayn ibn Muhammad, un altre germà, que es va instal·lar a la kasba de Marràqueix (1794-1795) mentre els seus partidaris s'enfrontaven a la ciutat i territori. Abu l-Rabi Mulay Sulayman ibn Muhammad de Fes va restar neutral i fou reconegut el 1795, però els dos pretendents es van mantenir rebels a Marrqueix fins al 1797, quan es van sotmetre però van restar encara uns dos anys a la ciutat fins que la pesta els va causar la mort als dos amb dies de diferència el juliol de 1799.
Mulay Sulayman va enfrontar diverses revoltes; el 1820 el seu nebot Mulay Ibrahim es va revoltar i quan va morir el 1821 el va succeir el seu germà Mulay Said, però Sulayman va poder liquidar la revolta. El 1822 fou derrotat per la zawiya de Shrardas a les portes de Marràqueix i fou fet presoner. Va morir a la Dar al-Makhzan de Marràqueix el 28 de novembre de 1822 sent enterrat al mausoleu alauita de la ciutat. Va deixar onze fill i unes quantes filles.
Abd al-Rahman ben Hisham (1822-1859) va fer diverses obres de plantacions a l'Agdal i va restaurar els monuments religiosos. El seu fill Mulay Muhammad IV ibn Abd al-Rahman va acabar les obres a l'Agdal repassant les conques i els aqüeductes. El 1860 durant la guerra contra Espanya, els Rhamna es van revoltar altre cop i van saquejar el Suk al-Khamis i van bloquejar la ciutat impedint les comunicacions i els aprovisionaments fins que el sultà, que ja havia signat la pau amb Espanya, va venir a lliurar la ciutat el juny de 1862.
Res notable va passar sota Mulay Hasan I (1873-1894), però al final del regnat del seu successor Mulay Abd al-Aziz ben al-Hasan l'oposició als gustos euroepus del sultà es va manifestar de manera més forta a la ciutat i regió que a altres llocs. La xenofòbia va portar a l'assassinat d'un metge francès de nom Mauchamp (19 de març de 1907) i va resorgir el separatisme amb la proclamació de Mulay Abd al-Hafiz ibn al-Hasan, germà del sultà que governava les províncies del sud (24 d'agost de 1907) que va guanyar suports pel seu programa d'alliberament nacional contra els estrangers, i finalmnent fou reconegut com a sultà únic després de l'abdicació d'Abd al-Aziz el 21 d'agost de 1908, però una vegada al poder va temporitzar amb els francesos.
El 1910 el marabut saharaui Maa-el-Ainin, cap dels enemics dels estrangers, es va presentar a Marràqueix amb un exèrcit reclutat entre les tribus de l'Anti Atles i el Sus i es diu que va fer una demostració de força i el juny es va proclamar sultà (o potser mahdi), però alguns historiadors ho posen en dubte. La seva influència religiosa era no obstant extraordinària, però tenia 79 anys i poc a perdre. No obstant el seu fill xeic Muhammad al-Imam i un dels seus germans Sad Abih (Saad Bouh) que cooperava amb els francesos, van refutar aquesta interpretació. Es diu que el seu fill i successor (khalifa) Ahmad al-Hayba (o al-Hiba) era el que movia els fils dels esdeveniments. Les forces de Maa foren derrotades el 23 de juny de 1910 a Kasba Tadla i el setembre de 1910 es va retirar a Tiznit on va morir el 28 d'octubre de 1910.
El sultà va signar finalment el 24 de març de 1912 el tractat de protectorat amb França i Espanya. El moviment contra els estrangers es va estendre pel sud i el marabut Ahmad al-Hiba es va apoderar de Marrraqueix i va agafar com a ostatges als francesos de la ciutat incloent el cònsol i el vicecònsol. Al-Hiba havia provocat en poc temps l'oposició de la població per les seves mesures poc encertades, i els caids al-Galoui (al-Glawi) i Mtugi van donar ara suport als francesos, amb els que abans no simpatitzaven. Lyautey va haver d'enviar a Marràqueix al coronel Mangin, que va derrotar al-Hiba a Sidi Bu Uthman el 6 de setembre de 1912; els cadis van provocar un aixecament a la ciutat que va salvar als presoners francesos i va obligar a Al-Hiba a fugir cap al sud i l'endemà (7 de setembre) els francesos van entrar a la ciutat.